# アトラーニ
アトラーニ（イタリア語: Atrani）は、イタリア共和国カンパニア州サレルノ県にある、人口約900人の基礎自治体（コムーネ）。
峻険なアマルフィ海岸に位置する小さな町で、アマルフィの街の東隣にある。面積は 0.12 km2 であり、イタリアで最も面積の小さなコムーネである。

## 地理

### 位置・広がり
アトラーニはサレルノ県北西部、アマルフィ海岸にある町の一つである。西隣のアマルフィとは岬ひとつを隔てた関係にあり、距離は1km足らず、徒歩で10分程度と近接している。県都サレルノからは西南西へ約15km、ソレントから東へ約20km、州都ナポリから東南へ約37kmの距離にある。

#### 「イタリアで最も小さなコムーネ」
2011年の国勢調査で用いられたデータによれば、アトラーニの行政面積は 0.12 km2 であり、イタリアで最も面積の小さなコムーネである（it:Ultimi 100 comuni italiani per superficie も参照）。
2001年の国勢調査の際には 0.20 km2 という数値が用いられており、フィエーラ・ディ・プリミエーロ（0.15 km2、トレント県）に次いで2番目に小さなコムーネとされていた。なお、2014年6月末現在も、アトラーニのコムーネの公式サイトでは、「フィエーラ・ディ・プリミエーロに次いで第二位」との表現がそのまま見られる。
なお、ほかに面積が 1 km2 に満たないコムーネには、ミアリアーノ（0.67 km2、ビエッラ県）がある。

#### 隣接コムーネ
隣接するコムーネは以下の通り。
- アマルフィ
- ラヴェッロ
- スカーラ

### 地勢
峻険なアマルフィ海岸の入江に築かれた街で、ティレニア海に面している。北にスカーラ、ラヴェッロといったコムーネと隣接しており、町を見下ろす山中に散在するこれらのコムーネの集落とは、400m近い標高差を這い上がる道路によってつながっている。

## 文化・観光・施設
「イタリアの最も美しい村」クラブ加盟コムーネである。その街並みの美しさから、たびたび映画やコマーシャルの撮影に用いられている。
- サンタ・マリーア・マッダレーナ教会（La chiesa di Santa Maria Maddalena）

13世紀建立。海に面して建ち、バロック様式のファサードとマジョリカ式のドーム、鐘楼を持つ。
- サン・サルバトーレ教会（La chiesa di San Salvatore de' Bireto）

10世紀建立。アマルフィ共和国のドージェは、この教会で権威の証となる帽子（地元の言葉ではbirèto）を授けられることになっていた。

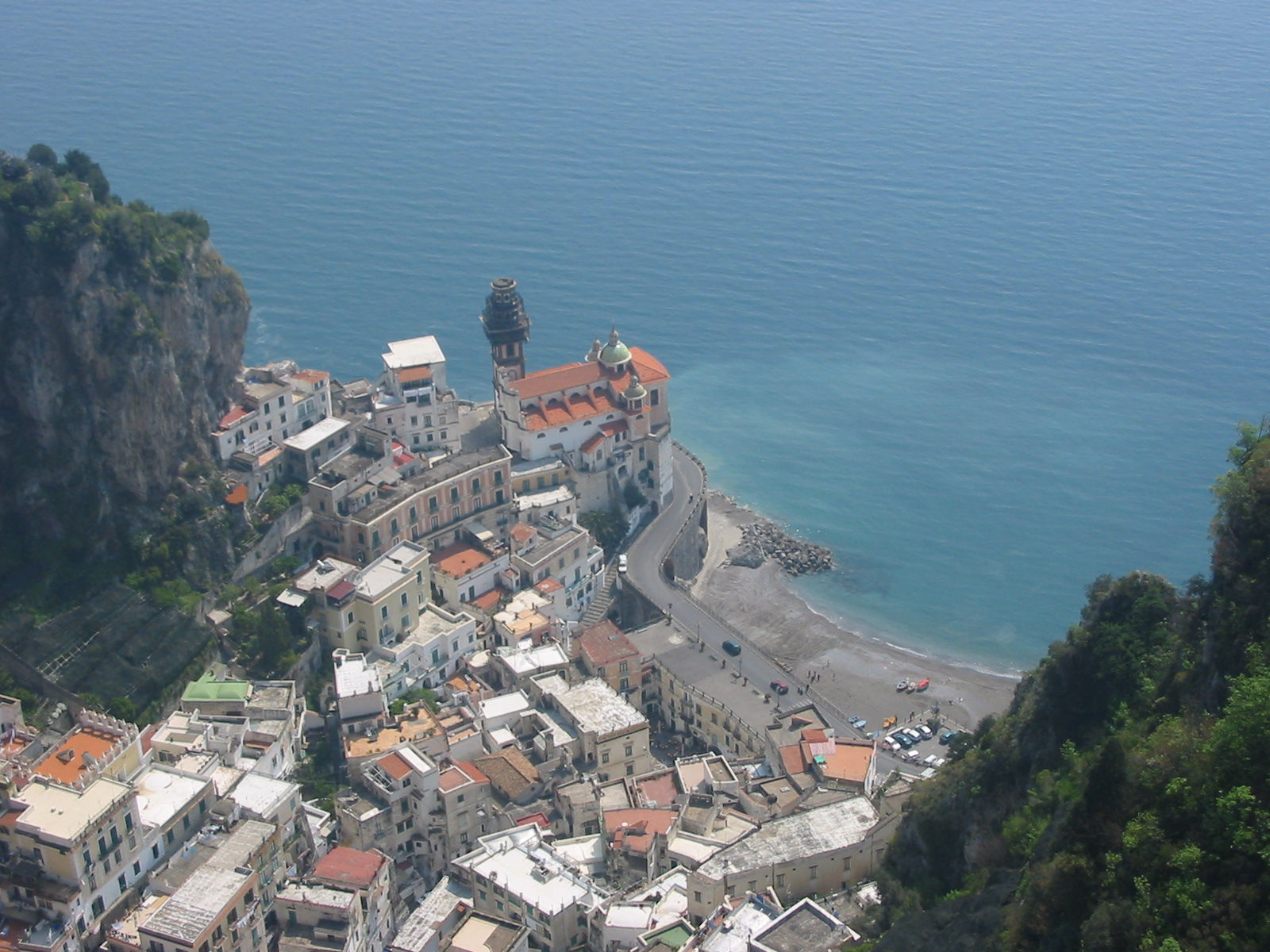
町の「上」からの眺め
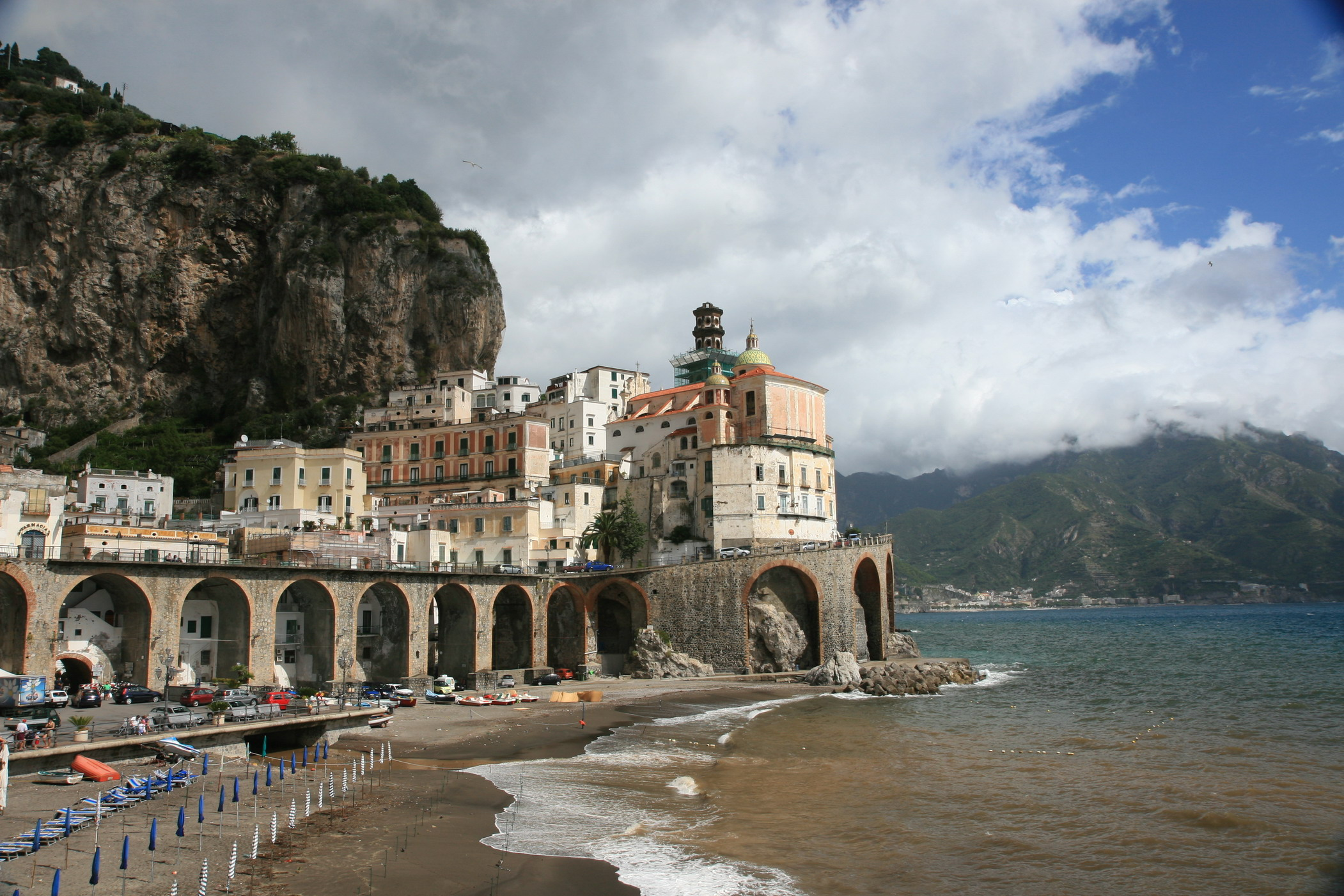
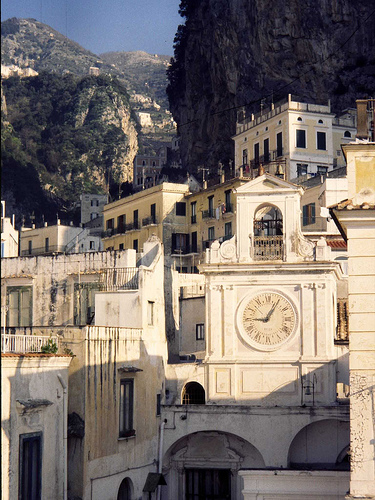
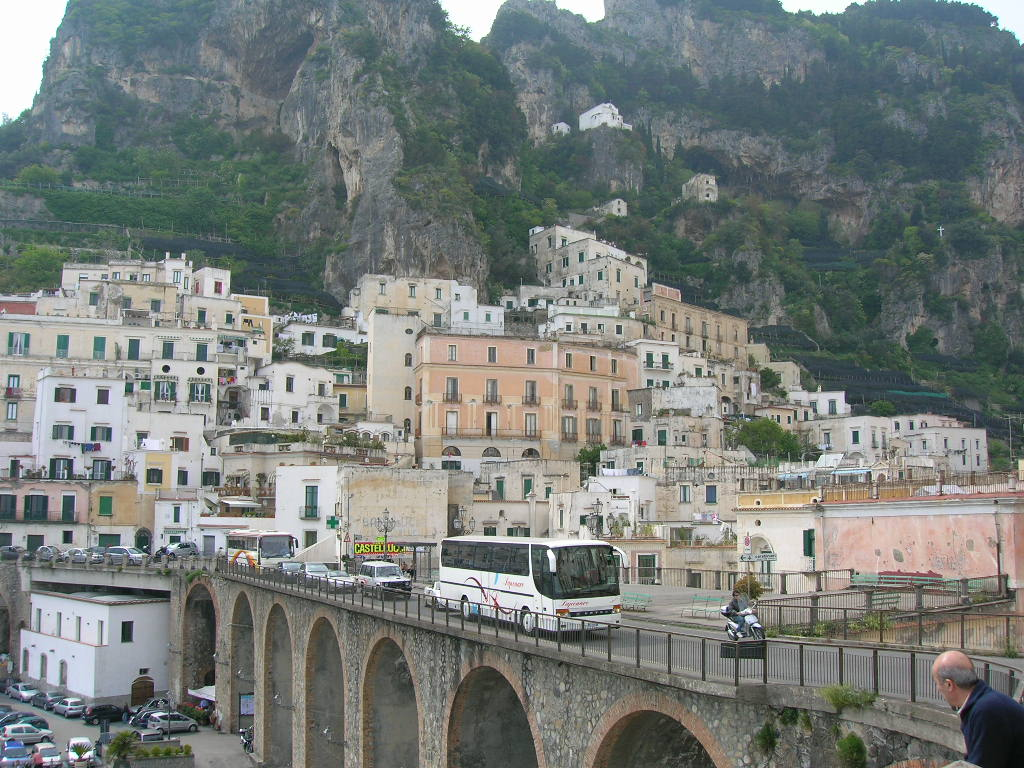

## 交通

### 道路
アマルフィ海岸の海岸線を縫って走る国道SS163 (it:Strada statale 163 Amalfitana) によって、西にアマルフィ、北東にミノーリと結ばれている。

## 姉妹都市
- ウッジャーノ・ラ・キエーザ（プッリャ州）

2006年7月から